# Gold (альбом Райана Адамса)
Gold — второй студийный альбом Райана Адамса, выпущенный 25 сентября 2001 года. Диск остаётся самым продаваемым альбомом этого исполнителя, получив статус «золотого» в Великобритании, а также разойдясь тиражом около 364000 проданных копий в США и 812000 — по всему миру. Адамс отметил: «C Gold, я пытался что-то доказать себе. Я хотел изобрести современную классику».

## Об альбоме
По замыслу Адамса, альбом должен был быть издан на двух дисках, однако звукозаписывающая компания Lost Highway отказалась издавать его таким образом, чтобы не платить артисту больше. По его словам, компания «взяла последние пять песен, записала их на отдельный CD и распространяла их вместе с первыми 150 тысячами копий. В итоге, поклонники были вынуждены платить снова и снова, вместо того, чтобы заплатить один раз за двойной диск.»  Бонусный CD известен под названием Side Four (в переводе с англ. — «Сторона 4», что означает долю этого релиза в общем замысле Адамса.
Сам альбом включает в себя такие треки, как «When the Stars Go Blue», «New York, New York», «The Rescue Blues», которые принесли исполнителю огромную популярность и признание публики.
Друг Адамса и его бывший сосед по комнате Адам Дуриц (солист группы Counting Crows) помог с записью бэк-вокала для нескольких треков.
Адамс получил за этот альбом три премии «Грэмми» в 2002 году в номинациях: «Лучший рок-альбом», «Лучшее мужское вокальное рок-исполнение в песне „New York, New York“» и «Лучший кантри-вокал в песне „Lovesick Blues“.»
В 2006 году Стивен Кинг в книге Lisey’s Story поместил часть песни «When the Stars Go Blue». Кроме того, песня «The Rescue Blues» звучала в эпизоде сериала «Клиника».

## Список композиций
Слова и музыка всех песен — принадлежат Райану Адамсу, если не указан другой исполнитель.
| №   | Название                             | Автор(ы)              | Длительность |
| --- | ------------------------------------ | --------------------- | ------------ |
| 1.  | «New York, New York»                 |                       | 3:46         |
| 2.  | «Firecracker»                        |                       | 2:51         |
| 3.  | «Answering Bell»                     |                       | 3:05         |
| 4.  | «La Cienega Just Smiled»             |                       | 5:03         |
| 5.  | «The Rescue Blues»                   |                       | 3:38         |
| 6.  | «Somehow, Someday»                   |                       | 4:24         |
| 7.  | «When the Stars Go Blue»             |                       | 3:31         |
| 8.  | «Nobody Girl»                        | Адамс/Джонс Этан      | 9:40         |
| 9.  | «Sylvia Plath»                       | Адамс/Ричард Коузон   | 4:10         |
| 10. | «Enemy Fire»                         | Адамс/Джиллиан Велч   | 4:09         |
| 11. | «Gonna Make You Love Me»             |                       | 2:36         |
| 12. | «Wild Flowers»                       |                       | 4:59         |
| 13. | «Harder Now That It's Over»          | Адамс/Кристофер Стилс | 4:32         |
| 14. | «Touch, Feel and Lose»               | Адамс/Дэвид Роулингс  | 4:15         |
| 15. | «Tina Toledo's Street Walkin' Blues» | Адамс/Джонс           | 6:10         |
| 16. | «Goodnight, Hollywood Blvd.»         | Адамс/Коузон          | 3:25         |

| №  | Название                       | Автор(ы)    | Длительность |
| -- | ------------------------------ | ----------- | ------------ |
| 1. | «Rosalie Come and Go»          |             | 3:54         |
| 2. | «The Fools We Are As Men»      |             | 4:01         |
| 3. | «Sweet Black Magic»            | Адамс/Джонс | 2:35         |
| 4. | «The Bar Is a Beautiful Place» |             | 5:58         |
| 5. | «Cannonball Days»              |             | 3:24         |

## Позиции в чартах
| Страна         | Наивысшая позиция |
| -------------- | ----------------- |
| США            | 59                |
| Франция        | 126               |
| Германия       | 51                |
| Ирландия       | 17                |
| Голландия      | 60                |
| Новая Зеландия | 45                |
| Норвегия       | 6                 |
| Швеция         | 9                 |
| Великобритания | 20                |

## Участники записи
- Райан Адамс — вокал, акустическая гитара, электрическая гитара, банджо, фортепиано
- Баки Бакстер — акустическая гитара
- Кристофер Стилс — бэк-вокал, электрогитара, бас, акустическая гитара, акустическая 12-струнная гитара
- Этан Джонс — ударные, электрогитара, гитара, бэк-вокал, акустическая гитара, 12-струнная гитара, слайд-гитара, мандолина, бас, электрическое фортепиано и др.